# 埃爾德大道車站
埃爾德大道車站（英語：Elder Avenue station）是紐約地鐵IRT佩勒姆線一個慢車地鐵站，位於布朗克斯埃爾德大道及威斯徹斯特大道交界，設有6號線（任何時候停站）列車服務。

## 車站結構
| 月台層 | 側式月台 | 側式月台                                                              |
| 月台層 | 南行慢車 | ← 往布魯克林大橋-市政府 (惠特洛克大道)                                |
| 月台層 | 尖峰快車 | ← 不停靠 →                                                            |
| 月台層 | 北行慢車 | → 往佩勒姆灣公園 (黃昏繁忙時段往帕克徹斯特) (莫里森大道-桑恩德維尤) → |
| 月台層 | 側式月台 |                                                                       |
| 夾層   | 夾層     | 閘機、車站詢問處、Metrocard自動售票機                                 |
| Ground | 街道層   | 出入口                                                                |

此高架車站於1920年5月27日啟用，設有兩個側式月台和三條軌道。中央軌道由<6>號線（僅繁忙時段的尖峰方向停站）列車服務。

## 外部連結
- nycsubway.org—IRT Pelham Line: Elder Avenue
- Station Reporter – 6 train
- The Subway Nut – Elder Avenue Pictures （页面存档备份，存于）
- Elder Avenue entrance from Google Maps Street View